# Kiwilichus delosikyus
Kiwilichus delosikyus är en spindeldjursart som beskrevs av Jean Gaud och Warren T. Atyeo 1970. Kiwilichus delosikyus ingår i släktet Kiwilichus och familjen Kiwilichidae. Inga underarter finns listade i Catalogue of Life.